# ييمفا
ييمفا (بالروسية: Емва) هي إحدى مدن روسيا في الكيان الفدرالي الروسي جمهورية كومي.